# 菱電發展
菱電發展（當時代號為0745.HK（已被榮康控股取代））是一間香港的地產公司，由胡法光先生於1983年創立，1992年於香港上市。現時擁有香港、中國等地區物業。
2002年菱電發展被尚紀設計有限公司（私人公司）私有化。
- 執行董事 : 曾昭群先生[2]

- 公司主席 : 胡曉明

## 旗下公司
- 菱電升降機有限公司
- 菱電工程有限公司

## 擁有物業
- 康宏匯
- 新九龍廣場
- 勵豐中心
- The Beachside
- 上海嘉匯廣場
- 天比高
- 山頂普樂道八號法國總領事館獨立屋

以五億八千萬購入該物業

## 外部連結
- 菱電發展 （页面存档备份，存于）